# Oxycera vertipila
Oxycera vertipila är en tvåvingeart som beskrevs av Yang och Akira Nagatomi 1993. Oxycera vertipila ingår i släktet Oxycera och familjen vapenflugor. Inga underarter finns listade i Catalogue of Life.